# Adobe
Adobe este, ca mărime, cea de-a doua companie din lume în domeniul de software. Cuvântul englez adobe, care se pronunță aproximativ ă-'dău-bi, înseamnă cărămidă de chirpici.

## Istoria companiei

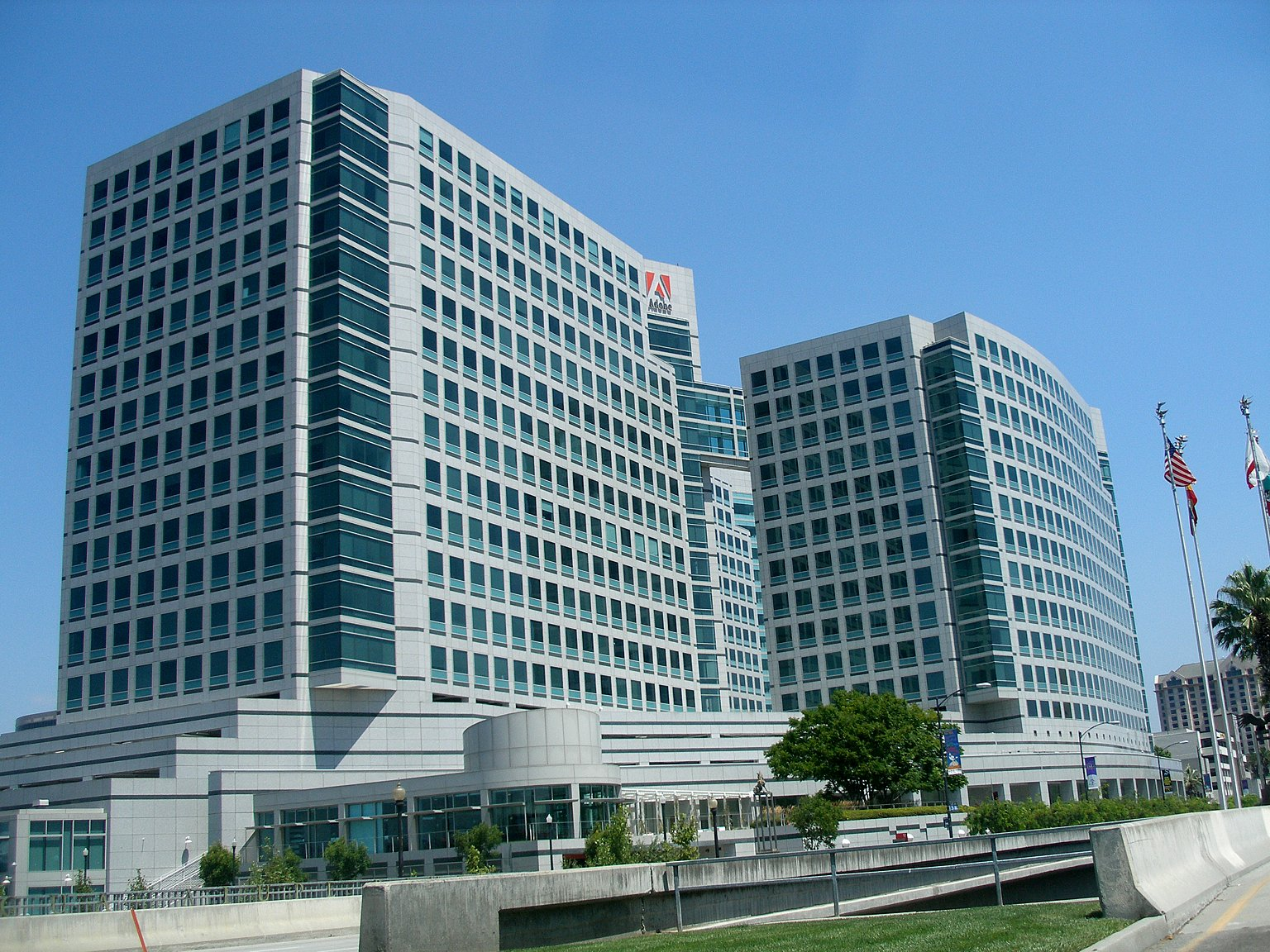
Sediul central al Adobe Systems

Compania a fost fondată în 1982 de John Warnock și Charles Geschke, după ce aceștia au părăsit Xerox PARC pentru a dezvolta și comercializa limbajul de descriere de pagini (pdl) PostScript. Compania își are sediul în San Jose, California, SUA.
Istoria companiei Adobe, punctată cronologic:
- 1982: este fondată compania Adobe;
- 1983: primul contract de tip OEM;
- 1985: primul driver PostScript® Printer și Image Setter (PS, EPS, PPD etc.);
- 1986: se lansează Adobe® Type Library;
- 1987: se lansează Adobe Illustrator®;
- 1989: primul driver PostScript Printer pentru Japonia;
- 1990: se lansează Adobe Photoshop® și Adobe Type Manager®;
- 1991: se lansează Adobe Premiere®;
- 1993: se lansează Adobe Acrobat®;
- 1994: se achiziționează Aldus, se lansează Adobe PageMaker® și Adobe After Effects®;
- 1995: se achiziționează Adobe Acrobat® Frame Technology;
- 1996: se lansează Adobe PhotoDeluxe® și Adobe PageMill®;
- 1998: se lansează Adobe ImageStyler® și Adobe ImageReady®;
- 1999: se achiziționează GoLive, se lansează Adobe GoLive® și Adobe InDesign®;
- 2000: Bruce Chizen este numit CEO, se lansează Adobe InCopy® și Adobe LiveMotion®;
- 2001: se lansează Adobe Photoshop Elements, Adobe Atmosphere™, Adobe Acrobat eBook Reader, Adobe Studio® și se achiziționează Fotiva;
- 2002: se lansează Enterprise Server Products și se achiziționează Accelio;
- 2003: se lansează Adobe Photoshop Album, Adobe Acrobat family (Acrobat Elements, Acrobat Standard, Acrobat Professional), Adobe Encore® DVD, Adobe Video Collection, Adobe Audition®, Adobe Creative Suite și se achiziționează Yellow Dragon;
- 2004: se lansează Adobe InDesign CS PageMaker Edition, Adobe Intelligent Document Platform (o platformă bazată pe standardele PDF și XML), Adobe LiveCycle™ și Adobe Premiere Elements;
- 2005: se achiziționează Macromedia pentru suma de 3,4 miliarde $[4].

În anul 2007 compania a avut un venit de 3,158 miliarde dolari SUA și peste 6.600 de angajați.

## Creative Suite 4
Principalele produse software ale firmei Adobe sunt reunite într-un pachet de programe denumit Creative Suite. În momentul de față s-a ajuns la versiunea a patra a pachetului, Creative Suite 4 sau CS4, care este formată din:
- Adobe Acrobat este o familie de aplicații dedicată Adobe Portable Document Format (PDF):
  - Adobe Acrobat Standard și Adobe Acrobat Professional, care permit crearea de fișiere PDF;
  - Adobe Reader, o aplicație gratuită care permite citirea de fișiere PDF;
- Adobe After Effects;
- Adobe Bridge CS4;

- Adobe Contribuie CS4;

- Adobe Device Central CS4;
- Adobe Dreamweaver este o aplicație cu care se pot crea site-uri folosind fie cod, fie interfața grafică;
- Adobe Dynamic Link;
- Adobe Encore CS4;
- Adobe Fireworks este un editor grafic destinat în special web-designerilor;
- Adobe Flash este o familie de aplicații destinată diverselor tehnologii multimedia Adobe:
  - Adobe Animate Professional, program pentru crearea de aplicații web, jocuri, filme, de conținut pentru telefoane mobile și alte dispozitive;
  - Adobe Flash Player, un software gratuit care permite redarea de fișiere multimedia Adobe Flash (SWF);
- Adobe Illustrator este un editor pentru grafică vectorială;
- Adobe InDesign CS4;
- Adobe OnLocation CS4;
- Adobe Photoshop este un editor pentru fotografii digitale;
- Adobe Premiere Pro este un timp real, pe bază de timeline aplicație software de editare video;
- Adobe Soundbooth este un editor audio digital;
- Adobe Version Cue CS4.

## Alte produse
- Adobe Premiere - editare de filme;
- PageMaker - editare de pagini web;
- GoLive - creare și design de situri web;
- LiveMotion - creator de filme și prezentări SWF;
- After Effects - editare de filme;
- Adobe Flex- editare de aplicații interactive.

## Lista completă a produselor

### Programe necesare citirii și vizualizatoare
1. Adobe® Flash® Player 9 - pentru aplicații și conținut în format Flash
2. AdobeReader® 7.0 - pentru vizualizarea și tipărirea de fișiere în format PDF
3. AdobeReader LE - Extinderea formatului PDF la mediile de lucru mobil
4. AdobeShockwave® Player - pentru accesul la conținutul multimedia de înaltă performanță creat în Macromedia Director
5. AdobeSVG Viewer 3.0 - Standard deschis pe care se bazează Scalable Vector Graphics.

### Familia Acrobat
1. AdobeAcrobat® 7.0 - Soluție pentru crearea, controlul și schimbul securizat de documente în formatul PDF, de înaltă calitate
2. AdobeAcrobat Capture® 3.0 - arhivarea unor mari cantități de documente tipărite de tip PDF
3. AdobeAcrobat 3D - se ocupă cu documente în 3D
4. Create AdobePDF Online - Conversie de documente PDF cu ajutorul acestui serviciu găzduit pe web
5. AdobeReader 7.0 - Vizualizare și tipărire a fișierelor PDF
6. AdobeReader LE - Extinde funcționalitatea PDF și la dispozitive mobile.

### Programe utilizate în publicare, printare
1. Adobe DesignBundle - Software pentru design
2. Adobe® Creative Suite® 2 - Software pentru design al documentelor destinate tipăririi, pentru web sau pentru publicarea pe ecane mici pentru telefoane
3. AdobeFrameMaker® 7.2 - Design de documente în mediu profesional
4. AdobeFrameMaker Server 7.2 - Integrare FrameMaker cu aplicații pe server
5. Macromedia FreeHand® MX - Crearea de ilustrații pentru tipărire sau pentru web
6. AdobeGraphics Server - Oferirea de imagini dinamice pentru Deliver dynamic.

## Adobe în România
Compania este prezentă în România din anul 2006 prin achiziția unei companiei Interakt Online, fondată de doi tineri români, achiziție estimată la aproximativ 20 de milioane de euro. Compania Interakt a fost fondată în anul 2000 de Bogdan Ripa și Alexandru Costin.
Având ca principală linie de afaceri crearea de instrumente destinate dezvoltării software pentru Intranet, Web Publishing și E-commerce, InterAKT a lucrat îndeaproape cu Adobe (inițial Macromedia), chiar înainte de preluare.
Număr de angajați
- 2009: 107.[9]
- 2019: peste 600[10]

Cifră de afaceri
- 2007: 3 milioane euro.[11]
- 2018: 36. milioane euro.[12]